# 松永浩美
松永 浩美（まつなが ひろみ、1960年9月27日 - ）は、福岡県八幡市（現在の北九州市八幡東区）出身の元プロ野球選手（内野手）。
日本プロ野球（NPB）史上最高のスイッチヒッターと称される。

## 経歴
野球を始めたのは中学1年時の途中からで、小学生時代には、地元のサッカー少年団でFWとして活躍していた。当時は地元の新日本製鐵八幡サッカー部に所属していた宮本輝紀（メキシコオリンピック・サッカー競技で日本代表チーム初の銅メダル獲得に貢献したMF）に憧れていて、少年団の監督からはサッカーの強豪校（大分県の中・高一貫制私立学校）への進学を勧められるほどの選手だったが、中等部からの単身生活に両親が難色を示した。結局、地元の中学校へ進学したものの、校内にサッカー部がなかったことからサッカーを断念。部活動自体に参加しないまま知人の誘いでソフトボール大会へ投手として登板したところ、誰も打てなかったことから、周囲の勧めで1年生の途中から校内の軟式野球部へ入った。当時から1人で野球を練習していたが、本人曰く「言葉（口）より身体を動かさないと善し悪しを判断できないタイプ」とのことで、日本のプロ野球（NPB）へ入ることまでは考えていなかったという。
福岡県立小倉工業高等学校への進学を機に校内の硬式野球部へ入部してからは、投手と外野手を兼務。1学年先輩に田島克彦（当時は投手）がいた。入学当時の監督だった本田正には、1年時の秋から「お前は将来プロ（NPB）へ行ける」と言われていて、松永本人も地元社会人野球チーム（門司鉄道管理局）を経てのNPB入りを思い描いていたという。
その一方で、小倉工業高校への在学中は久保康生・立花義家・野田雲平・清家政和・林正毅などを擁する柳川商業高等学校（現在の柳川高等学校）に歯が立たず、夏の全国高等学校野球選手権福岡大会では1年時の1976年から2年続けて直接対決で敗戦。2年時の1977年に準々決勝で対戦した際には、田島→松永→田島の継投むなしく、1 - 17という大差で7回コールド負けを喫した。松永本人は、大会後に結成された新チームで、本田から4番打者・田島の後継エース・主将に任命。しかし、本田はその直後に、前述の大敗を快く思っていなかった硬式野球部のOB会から監督職を突如更迭された。
松永は後任の監督と反りが合わないまま、高校2年時（1977年）の10月に、本田から紹介された山本公士（当時は阪急ブレーブスの九州地区担当スカウト）とアルバイト先の喫茶店で面会。その席で阪急への入団を要請されたことから、翌1978年1月に小倉工業高校を中退したうえで、外野手としてドラフト外扱いで入団した。松永が後年述懐したところによれば、田島を視察していた3人のスカウトが、「実力は松永の方が上」という評価を本田に伝えていたという。高校中退者のドラフト外入団はNPBの野球協約に抵触する行為であったため、実際には球団職員（二軍の用具係）扱いで「練習生」として入団。入団に際しては、山本から定時制高校への進学を勧められたものの、「プロに入った以上、学校に通っている場合ではない」として進学を見送った。ちなみに、スイッチヒッターへ転向したのは入団3年目（1980年）からで、それまでは右打者だった。

### 阪急・オリックス時代
NPBの公式戦に出場できない「練習生」として1978年1月に阪急へ入団したため、入団の翌月（2月。本来なら高校2年生）から高知市の二軍春季キャンプに参加。練習の前後に用具係としての仕事に臨んでいたことから、キャンプの当初はユニフォームに背番号が付いていなかったが、途中から背番号87を着用した。キャンプ中の打撃練習で高知市営球場の場外に17本連続で打球を飛ばしたシーンを、二軍キャンプを視察中だった一軍監督の上田利治（当時）が偶然目撃したことをきっかけに、上田の方針で遊撃手に転向。レギュラーシーズンの開幕後は、二軍で打撃や守備の練習に明け暮れながら、打撃投手などで一軍の練習を手伝っていた。なお、「チーム内では当時から（出身地の福岡県が玄界灘へ面していることや、苗字が『松永』であることにちなんで）『玄海マツ』と呼ばれていた」という話が報道などでまことしやかに伝えられているが、本人は『玄海マツ』と呼ばれたことがないことを引退後に明言している。
1979年には、公式戦への出場が可能な支配下登録選手へ移行するとともに、背番号を48に変更。その年の二軍秋季キャンプから、住友平二軍打撃コーチ（当時）の方針で左打ちの練習を始めた。さらに、住友と共に広島東洋カープとの交流戦で練習の最後に左打ちでのスイングを試したところ、練習で居合わせた山本一義（現役時代は左打者で当時は広島の打撃コーチ）がスイングの軌道の美しさを絶賛。松永を左打者へ転向させることを、住友を初めとする阪急のコーチに勧めた。
一方の松永は、「左打ちの練習を始めたそもそもの目的は、右打ちの欠点を住友の発案で修正するためだったはず」との認識で、翌1980年の春季二軍高知キャンプ中に右打席だけで打撃練習に臨んでいた。この時点では左打ちでのスイングを山本が高く評価していることを知らされていなかったため、住友から「何で（なぜ）左（打席）で打たんのや」と言われても、納得がいかなかったという。それでも、住友から「日本（当時のNPB）のスイッチヒッターと言えば高橋慶彦や山崎隆造（いずれも当時広島東洋カープに在籍）のように『ちょこっと当てて足を使う（軽打で塁に出て俊足を生かす）』というタイプばかりだが、大リーグ（MLB）のスイッチヒッターには、エディー・マレーみたいに右打席でも左打席でも本塁打を放てるほどの長距離打者がいる。（阪神タイガースで左のエースとして君臨してきた）江夏豊が（南海ホークスへの移籍後に）『野球界に革命を起こさないか?』という野村克也監督の一声でストッパーへ転向したように、マレーのようなスイッチヒッターになって革命を起こさないか」と説得されたことを機に一念発起。レギュラーシーズンが開幕してから、二軍のウエスタン・リーグ公式戦63試合に出場すると、打率.294、5本塁打、24打点という好成績を残した。シーズン終盤に西宮球場で「親子ゲーム」が組まれていた日に、二軍のデーゲームへ出場した後にナイトゲームでの一軍デビューを予定していたが、デーゲームの打席で安打を放って一塁へ出た直後に牽制球で帰塁したところ右手の甲を骨折。本人曰く、このアクシデントで一軍デビューの機会を棒に振ったことによって、怪我へかなり敏感になったという。
1981年に一軍公式戦へのデビューを果たすと、三塁手として18試合に先発出場、打数は少ないものの打率.326を記録する。
1982年は遊撃手も兼ね、チームの主軸として活躍し、初めて規定打席（30位、打率.236）にも到達した。同年5月15日の対日本ハムファイターズ戦で、NPBの球団に所属する日本人選手としては初めて、公式戦での1試合左右打席本塁打を放つ。その後も左右打席本塁打を5回記録したため、苗字の松永にちなんで、「ビックリ松」とも呼ばれるようになった。通算6回の左右打席本塁打は、自身の現役時代におけるNPB単独最多記録である。
1983年には21本塁打、同年8月31日のロッテオリオンズ戦では中居謹蔵から逆転満塁本塁打を放っている。
1984年には打率.310（リーグ6位）と初めての三割超えを果たす。
1985年には自己最高の26本塁打を放ち、38盗塁でパシフィック・リーグ（パ・リーグ）の盗塁王を獲得した。もっとも、クリーンナップを任せられる試合が増えるにつれて、単独での盗塁企図数・成功数ともに減少している。
1988年には、シーズンを通じて高沢秀昭（ロッテ）との間で首位打者争いを展開。勝負の行方は、10月22日から23日にかけて本拠地・阪急西宮球場で組まれていたロッテとの3連戦（23日はダブルヘッダーとして開催）にまで持ち越された。ブレーブスの経営権を保有していた阪急電鉄は、ロッテ3連戦の直前（10月19日）に経営権をオリエント・リース（現在のオリックス）へ売却することを発表していたため、23日の第2試合は「阪急ブレーブス」として臨む最後の公式戦であった。高沢は21日までに打率.3271を記録していたが、ロッテ首脳陣の方針で、阪急との3連戦をすべて欠場。高沢を追う立場の松永は、22日の試合で第1打席からの2打席連続安打によって、打率を.3263にまで上げた。第2打席を終えた時点で松永の打率が高沢を上回る可能性が高まったことから、ロッテの首脳陣は、松永への敬遠攻めを第3打席から投手陣に指示。松永は延べ3試合で11打席連続四球・10打席連続敬遠四球、23日のダブルヘッダーで1試合4敬遠四球（第1・第2試合を通じて8打席連続敬遠四球）のNPB公式戦記録を樹立する羽目に陥ったあげく、第2試合の最終打席で三振を記録したことによって打率.3255で全日程を終えたため、わずか1厘差で高沢に逃げ切られた。ちなみに、最終打席の三振は、「バットが到底届かないコースへ投げられたボールに向かってバットを放り投げる」という行為を3度繰り返したことによる。以上の行為については、「ロッテバッテリーが勝負しないことに対する無言の抗議」との解釈が報道などで広まっているが、松永自身は引退後のインタビューでこの解釈を否定。「阪急最後の試合」で、ロッテの選手・首脳陣に向かって一部の観客がブーイングを飛ばし続けたことへの抗議として、ブーイングを鎮めるつもりでバットを放り投げたことを明かしている。松永によれば、「シーズン最後の3連戦を打率2位で迎えた時点で『高沢さんに負けた』と自覚していたので、3連戦中の敬遠攻めをめぐって、ロッテ（の関係者）を恨んだことは一度もない」とのことで、観客からはバットを放り投げるたびに「松永、いいぞ!」という歓声が上がったという。
球団名が「オリックス・ブレーブス」へ変更された1989年以降も、上田の指揮下で「ブルーサンダー打線」のトップバッター（1番打者）として活躍。
1990年にはパ・リーグの三塁手部門でベストナインに選ばれていたが、球団名を「オリックス・ブルーウェーブ」に改めた1991年に読売ジャイアンツ（巨人）OBで地元・兵庫県出身の土井正三が監督へ就任してから様相が一変する。
巨人選手時代に経験したV9野球に絶対の自信を持っていた土井は、「ブルーサンダー打線」に象徴されるチームを守備力中心のチームへ改造すべく、監督就任直後の秋季キャンプで守備練習を重視する方針を公言。1991年のレギュラーシーズンに入ってからは、長距離打者の高橋智をクリーンアップ候補に育てるべく、高橋に対して塁上の走者を犠打で送らせそうな局面でもあえてヒッティングのサインを出していた。松永はこのような方針に理解を示していて、方針に反発するナインをなだめることすらあったという。しかし、一軍のAクラス入りが懸かっていたシーズン終盤に、土井が高橋へ犠打のサインを出すようになったことでナインから孤立。松永自身は平井光親（ロッテ）との間で首位打者の座を争っていたが、.3140を記録しながらわずか.0004差で平井（打率.3144）に首位打者のタイトルをさらわれた。このような経緯から、翌1992年以降の首位打者獲得を目標に打撃練習へ時間を割くことを土井に要望したが、土井が認めなかったことで土井との溝が深まった。その一方で、シーズン終了後には、推定年俸1億円という条件で契約を更改している。
1992年には、シーズン最多安打と首位打者のタイトル獲得を目標に、「松永福祉基金」を発足することを1月に発表。前年の3月に実母を脳梗塞で亡くしたことから、パ・リーグ公式戦でのシーズン通算安打数に1万円を乗じた金額を、実母が晩年療養していた北九州市内の高齢者医療施設へ寄付する意向を示していた。これに対して、オリックス本社から出向してきた球団幹部が、寄付先を本拠地・神戸市内の病院へ変更することを打診。球団からも寄付金を出すことまで持ち掛けたが、松永が「基金の趣旨に合わない」として打診を断ったことによって、球団との間にも確執が生じた。シーズン中には、「1番・三塁手」として3割近い打率（.298）や、リーグ最多の34二塁打をマーク。シーズン終了後には契約更改の日取りが決まらないまま、12月中旬に球団代表の井箟重慶から突如呼び出されたあげく、阪神タイガースへのトレードを通告された。松永が引退後に明かしたところによれば、阪神の主力投手だった野田浩司との交換トレードであったため、「（トレード通告を）断れば野田が（阪神に）居づらくなるので、（通告を）受けるしかない」と考えた末にトレードを受諾したとのことである。阪神時代の年俸は9600万円だった。
なお、オリックス時代には選手会長を歴任。在任中には、1976年からメジャーリーグベースボール (MLB)に導入されているフリーエージェント（FA）制度をNPBでも採用することを、日本プロ野球選手会の総会で提案した。提案に際しては、（1989年から福岡ダイエーホークスが本拠地を構えていた）地元・福岡でのプレーも視野に置いていたとのことで、NPBで1993年にFA制度が導入されると最初にFA権を行使している（詳細後述）。

### 阪神時代
オリックスからの移籍当初は、阪神監督の中村勝広から「これ以上ない頼もしい選手。球団の悲願であるセ・リーグ優勝に向けて活躍を期待する」という賛辞を送られていて、背番号2を着用。松永本人も「優勝のために全力を尽くす」と宣言していた。
1993年には、4月10日に中日ドラゴンズとのレギュラーシーズン開幕戦で「3番・三塁手」としてスタメンに起用されると、5打数5安打2打点をマーク。翌11日の同カード第1打席まで、6打席連続安打を記録した。しかし、開幕3戦目であった4月13日の対ヤクルトスワローズ戦（阪神甲子園球場）で試合中に故障。5月にいったん復帰したものの、1か月後から2度目の長期離脱を余儀なくされた。このように故障が相次いだことや、自身と同じスイッチヒッターで1991年から阪神で背番号2を付けていた高橋慶彦が故障によって前年（1992年）に現役を引退していたことから、松永は「背番号2では縁起が悪い」として背番号の変更を検討。「自分を鬼（オニ＝02）のように強くしたい」との理由で、シーズンの途中から背番号を02に変更した。NPBの公式戦へ出場した選手のうち、0番と00番以外に0で始まる背番号で登録された選手は、現在まで松永だけである。オールスターゲームの直後から戦線へ再び戻ると、8月後半には3試合連続先頭打者本塁打の世界プロ野球公式戦記録を樹立。一軍公式戦通算では、80試合の出場で3割近い打率（.294）を記録した。本塁打は8本どまりで、阪急で一軍へのデビューを果たした1981年以来12年振りに、一軍公式戦でのシーズン最終規定打席に到達できなかった。前年にヤクルトとの熾烈な優勝争いの末に2位へ入っていたチームも、ヤクルトのリーグ2連覇を許したばかりか、4位でシーズンを終えている。
その一方で、二軍（ウエスタン・リーグ）で調整していた夏場には、前年にドラフト1位で入団したばかりの萩原誠に対して「俺はもう来年（阪神に）いないから、お前はしっかり三塁を練習しておけよ」と言い残していたという。

### 福岡ダイエー時代

#### FA移籍
シーズン終了後の11月2日、松永は「自分がどう評価されているか知りたい」との理由から、自身の提案からNPBへ導入されたばかりのFA権を行使することを宣言。その際に、シーズン中に阪神甲子園球場のグラウンドキーパーと交わしたやり取りが、一部のメディアで「『甲子園は幼稚園の砂場』との暴言を吐いていた」と報じられたことで物議を醸した。松永自身は、「グラウンドキーパーが内野グラウンドの整備に関する要望を訊いてきた際に、『内野の土を幼稚園の砂場くらいに軟らかくした方が良いか?』と質問されたことが、自分の関知しないところで誤って広まった」として、報道の内容を真っ向から否定している（詳細後述）。
実際には、NPBが定めるFA権行使の宣言期間中に、阪神球団との間で残留に向けて交渉。阪神の独占交渉期間中だった11月24日には阪神と交渉したが、「残念ながら（阪神とは）縁がなかった」として、阪神残留の意思がないことを表明した。その一方で西武ライオンズや近鉄バファローズからも獲得の打診を受けていたが、他球団との交渉が解禁された日である11月28日に福岡ダイエーホークスからの獲得交渉へ臨んだところ、同席していたダイエー監督の根本陸夫からの熱心な訴えかけに応じる格好で入団を即答。西武・近鉄とは正式な入団交渉を行うことなく、翌29日に年俸1億4400万円の契約条件でダイエーに入団することで合意し、同日中に記者会見でダイエー入団を発表した。FA制度を利用して他球団に移籍したNPB史上初の選手である。本人はダイエー入団を決断した理由として「新しい血を導入して、私を中心にチームをつくるというダイエーを選んだ」と述べている。
1992年シーズンのダイエーはパ・リーグ4位に終わり、前監督の田淵幸一が解任され、その後任として根本が新監督に就任していたが、1993年のダイエーは前年とほとんど戦力を入れ替えずに臨んだ結果、借金35・勝率.360と低迷し、15年連続Bクラス、かつリーグ優勝した西武と28ゲーム差のリーグ最下位に低迷していた。このため同年11月16日には佐々木誠・村田勝喜・橋本武広の3選手を西武に放出し、交換要員として秋山幸二・渡辺智男・内山智之の3選手を獲得する大型トレードを発表し、また同年度のドラフト会議でも小久保裕紀（青山学院大学硬式野球部）を2位で指名するなど、大幅な戦力補強を行っており、ダイエー球団オーナーの中内㓛は「翌年の成績はオフでほとんど決まってしまう」と述べた上で、同年オフの根本による戦力補強については「補強ではなく改造だ」と述べていた。このように根本が秋山・松永といったベテラン選手を他球団から補強した背景には、選手たちの意識を変えるためパ・リーグの強豪球団だった阪急・西武の野球を取り入れ、優勝を目指せるチーム作りをしていこうという意図があった。また同時期に巨人からFA宣言していた駒田徳広の獲得も目論んでいたが、駒田は横浜ベイスターズに移籍している。

#### 移籍後
ダイエーでは移籍直後からチームリーダーを務め、移籍初年度の1994年2月の高知春季キャンプでは根本監督から「チームの現状を正直に言ってほしい」と問われ、「このチームのキャンプは遊びだ。勝つことを考えていないし、ミスすることを前提にプレーしている」と指摘にも「このチームは甘い。元からいる選手たちの気質に染まったら負けるぞ。強くなければ勝てない」と伝えていた。7月16日の西武戦では新谷博からサヨナラ本塁打を放った。同シーズンは打率.314（パ・リーグ4位）・OPS.813と結果を残し、秋山とともに若いチームを牽引した。松永本人は同年を振り返り、「いろいろな意味で達成感があり、自分の野球人生で一番充実していた年だった。『これでこのチームが勢いに乗ってくれたらいいな』という思いはあった。自分を（ダイエーに）誘った根本さんとの歴史は浅かったが、最も重い」と回顧している。
監督が王貞治に交代した翌1995年は、前年に引き続き2年連続でオールスターゲームに出場。しかし同年以降は急激に成績が低下し、1996年の契約更改では自ら6500万ダウンを申し入れた。1997年に自由契約を申し入れ、球団側も戦力外と判断したことから容認された。この時には「解説者の仕事で空席が出た」と、引退後の仕事を保証する話も出たが、その解説者の前任が杉浦忠であることを知り「球界の功労者の定年を逆手に取るような不実はできない」と固辞している。
プロでは打率3割を通算7回、サイクル安打を通算2回記録した。1996年4月27日の西武3回戦（西武球場）で新谷博から通算200本塁打（プロ野球史上66人目）。同時に全打順本塁打も達成している（史上2人目）。
ダイエーからの退団後も、MLBでの現役続行を目標に、オークランド・アスレチックスの入団テストへ参加。プレシーズンゲームに出場するが、27打席無安打と振るわなかったことから、現役からの引退を決めた。この入団テスト受験は当時こそ本気だったが、後年には「現役生活に見切りをつけるためのセレモニー」と発言している。

### 現役引退後
2006年6月、埼玉県三郷市に「松永浩美ベースボールアカデミー」を設立した。阪神時代の後輩にあたる鮎川義文と、元ヤクルト投手の矢野和哉と共に、小・中学生を対象とした指導を開始した。別冊宝島のインタビューで本人は「プロの選手は完成されているから、興味がない。プロとしてのプライドもあるだろうし。それよりも無限の可能性のある少年の方がいい」と述べた。
松永は現役時1,904本のヒットを放ち、2,000本安打達成目前での引退となった。名球会への入会資格に達していなかったが、プロ野球マスターズリーグが行われていた2007年までは、マスターズリーグでの記録がNPB通算記録と合算され、入会資格を得れば「名誉会員」として会員に準ずる扱いをされると規定されていた。実際、マスターズリーグで99安打を記録しNPBと合算して通算2,003安打となった松永浩美は2006年に名誉会員として表彰され、この当時は名球会入会とされていたが、2009年のマスターズリーグ中断や、名球会の改組等により後にこの規定は消え松永の入会も有耶無耶になっており、現在は松永の名球会名誉会員及び名球会加入は、名球会の公式ホームページ上で謳われていない。
2010年12月7日、野球殿堂入り候補者名簿・プレーヤー部門に掲載された。
2014年よりBCリーグ・群馬ダイヤモンドペガサスの野手総合特別コーチに就任。2015年2月の任期満了に伴い退団した後は、夢グループが川越市で主催する野球塾の塾長として、鮎川などと共に小中学生を対象とした後進の指導に当たっていた。
2018年6月からは、妻や3人の子どもと共に鹿児島県内へ移住。移住後は、南九州を拠点に野球教室での指導を続けるかたわら、文部科学省からの要請で教育現場での特別講師も務める。また、ブログ、Twitter、Instagramを通じて、情報やメッセージを積極的に発信。2019年2月23日には、58歳にして4人目の子ども（女児）を授かった。
2019年8月、YouTubeチャンネル『松永浩美チャンネル』を開設。YouTuberデビューを果たした。
2019年11月、鹿児島の社会人硬式野球クラブチーム「薩摩ライジング」チームアドバイザーに就任。

## 「FA騒動」の経緯

### 概要
松永は、阪神へのトレードが決定した際の記者会見では、「トレードを意気に感じている」、「中村勝広監督を男にしてみせる。俺は義理堅い男だよ」などと熱い口調で決意を述べ、その姿に、強力な3番バッターを待ち望む阪神ファンの期待も高まる一方であった。開幕前の過熱振りはまさに「松永フィーバー」とも言うべき盛り上がりを見せ、関連グッズの数量も他選手をはるかに超えるもので、開幕戦で5打数5安打を記録すると、その過熱ぶりは頂点に達した。しかし、開幕3戦目で故障し離脱となり、結果的に前年シーズンと同等の成績は収めたが、シーズンオフにFA権を行使してダイエーへ移籍した。松永のFA宣言は日本球界初のものでもあり、全国的な注目を集める話題となった。
FA宣言した後、11月後半に他球団に先立って阪神と残留交渉を行ったが、FA交渉にもかかわらず球団側から600万円のダウン提示と「松永君、キミとは縁が無かったんだよ」と阪神側から松永を突き放す発言があり、その後ダイエーと交渉・移籍に至った。
松永はFA移籍について「単なる通過点に過ぎない」「阪神とは縁が無かったということ」などと、阪神ファンを突き放す発言で答えたほか、自宅前で報道陣に「阪神ファンへのメッセージはないのか？」と問われ、これに反発した様子で「何もないね！」と答えており、そのような姿がフジテレビの『プロ野球ニュース』を始め、各局のニュース映像で流された。これに対し、次シーズンでの松永の活躍を期待していた阪神ファンから、球団や関係マスコミにその真意を求める問い合わせや批判が殺到することとなった。さらにこの過熱報道の渦中に、「松永が『甲子園は幼稚園の砂場』と発言した」との報道が流れた。
そもそもFA制度が日本球界に導入されたのは、選手会において松永が提案したことが始まり。松永自身へのインタビューによると、そのきっかけは1988年のドラフト最大の目玉だった慶應義塾大学・志村亮の指名拒否騒動だったという。ドラフト外から入団し、練習生から這い上がった松永にとって、ドラフト指名を拒否する者の登場は衝撃的で「そこまでプロ野球に夢がなくなってしまったのか」という危機感から、当時の労働組合事務局長と相談の上、選手会総会にてFA制度導入を提案したという。同時に「出身地である福岡でプレーすることも頭にあった」とも語っている。

### 「砂場発言」
松永自身は、「『甲子園は幼稚園の砂場』という暴言を吐いた」とされる報道を、以下の経緯から繰り返し批判している。
松永が移籍した時期（1990年代前半）の阪神には、盗塁が得意な野手や、長打力に優れた野手が少なかった。さらに、投手陣の防御率も全般に悪かったため、対戦相手のチームの攻撃力を削ぐことに腐心。本拠地の阪神甲子園球場では、かつての正遊撃手だった平田勝男からの要望で、内野のフェアグラウンドに使用している土が軟らかくなるように整備していた。
阪神では、このような整備を通じて、相手打者が放った安打性の打球の勢いを弱めることや、相手走者のダッシュが効かないようにすることを目論んでいたとされている。これに対して、阪急・オリックス時代のパ・リーグ公式戦でシーズン2桁盗塁の常連だった松永は、持ち前の俊足を活かしやすい硬めの土を好んでいた。阪神への移籍後に甲子園球場の土が軟らかいことを知ると、平田から正遊撃手の座を引き継いだばかりの久慈照嘉と相談。安打などで一塁へ出る機会が多いことを背景に、阪神園芸のグラウンドキーパーに対して、「一塁ベースからのランニングエリアの土を硬くして欲しい」との要望を出した。グラウンドキーパーが「平田からの要望で土を軟らかくしている」と答えたことから、松永は「試合に出ない人（既にレギュラーから外れていたベテランの平田）の要望を聞いてどうするの? 土が柔らかすぎて滑るんだよ」と伝えたところ、グラウンドキーパーが「幼稚園の砂場くらい（に軟らかくすれば良い）か?」と松永に質問。松永によれば、自分はこの質問に対して「いや、そんなには（軟らかくしなくても良い）」と答えただけで、砂場云々とまでは言っていない」という。
ところが、松永がFA権の行使を宣言した直後に、以上のやり取りが「『甲子園の土は幼稚園の砂場』と発言した」として一部で報道。松永のパブリックイメージをさらに損なうとともに、阪急時代から抱いていたスポーツメディアへの不信感を増すことにつながった。松永によれば、この報道の前後にも身に覚えのないコメントが「滞在先のホテルで記者からの質問に答えた」としてスポーツ紙に連日掲載されていたため、「これはどういうことなんだ?」との疑問とともにスポーツメディアへの恐怖感を覚えていたという。前述したように、当時は阪神ファンを突き放すかのような発言でファンの反感を買っていたため、友人から「阪神ファン（の心情）を逆撫でするようなことを（公の場で）言わない方がいい」とのアドバイスを受けていた。さらに、妻を実家に帰らせたうえで、自身は1ヶ月にわたってホテルへ宿泊。その間に、記者と全く会わなかったことを引退後に断言している。
ちなみに、甲子園球場の内野グラウンドの土は、松永を上回る俊足の持ち主であった赤星憲広が阪神に入団した2001年頃から硬めに整備されている。また、松永自身は引退後に、新聞・雑誌を中心に各種メディアの単独インタビューへたびたび登場。現役時代の報道に対する弁明や否定を繰り返す一方で、「自分には言葉や説明が足りないところがある」と自覚していることや、現役時代に本当の自分と「プロ野球選手・松永浩美」との間に一線を引いたうえで「みんなが思っている『松永浩美』」を演じていたことなどを明かしている。本人によれば、「引退してから取材する人はみんな、『（言いたいことを物怖じせずに言い切る現役時代のパブリック）イメージと全然違う』と言っている」とのことである。

## 詳細情報

### 年度別打撃成績
| 年 度      | 球 団           | 試 合 | 打 席 | 打 数 | 得 点 | 安 打 | 二 塁 打 | 三 塁 打 | 本 塁 打 | 塁 打 | 打 点 | 盗 塁 | 盗 塁 死 | 犠 打 | 犠 飛 | 四 球 | 敬 遠 | 死 球 | 三 振 | 併 殺 打 | 打 率 | 出 塁 率 | 長 打 率 | O P S |
| ---------- | --------------- | ----- | ----- | ----- | ----- | ----- | -------- | -------- | -------- | ----- | ----- | ----- | -------- | ----- | ----- | ----- | ----- | ----- | ----- | -------- | ----- | -------- | -------- | ----- |
| 1981       | 阪急 オリックス | 73    | 105   | 92    | 15    | 30    | 1        | 1        | 2        | 39    | 15    | 4     | 3        | 1     | 0     | 8     | 0     | 4     | 10    | 4        | .326  | .404     | .424     | .828  |
| 1982       | 阪急 オリックス | 128   | 451   | 398   | 58    | 94    | 13       | 4        | 12       | 151   | 44    | 21    | 6        | 11    | 1     | 37    | 2     | 4     | 57    | 9        | .236  | .307     | .379     | .686  |
| 1983       | 阪急 オリックス | 122   | 493   | 427   | 58    | 120   | 23       | 7        | 21       | 220   | 74    | 20    | 13       | 5     | 5     | 49    | 1     | 7     | 40    | 9        | .281  | .361     | .515     | .876  |
| 1984       | 阪急 オリックス | 125   | 525   | 458   | 84    | 142   | 24       | 6        | 19       | 235   | 70    | 21    | 5        | 4     | 3     | 55    | 3     | 5     | 57    | 10       | .310  | .388     | .513     | .901  |
| 1985       | 阪急 オリックス | 130   | 572   | 481   | 94    | 154   | 26       | 1        | 26       | 260   | 87    | 38    | 12       | 1     | 3     | 81    | 6     | 6     | 70    | 8        | .320  | .422     | .541     | .963  |
| 1986       | 阪急 オリックス | 130   | 567   | 492   | 80    | 148   | 31       | 3        | 19       | 242   | 75    | 20    | 9        | 1     | 1     | 70    | 7     | 3     | 88    | 15       | .301  | .390     | .492     | .882  |
| 1987       | 阪急 オリックス | 114   | 444   | 393   | 59    | 114   | 22       | 2        | 11       | 173   | 45    | 9     | 4        | 2     | 1     | 45    | 1     | 3     | 64    | 12       | .290  | .367     | .440     | .807  |
| 1988       | 阪急 オリックス | 130   | 551   | 473   | 78    | 154   | 27       | 3        | 16       | 235   | 77    | 11    | 4        | 0     | 5     | 72    | 16    | 1     | 52    | 13       | .326  | .412     | .497     | .909  |
| 1989       | 阪急 オリックス | 124   | 573   | 470   | 106   | 145   | 30       | 3        | 17       | 232   | 60    | 14    | 6        | 2     | 0     | 96    | 12    | 5     | 78    | 8        | .309  | .431     | .494     | .924  |
| 1990       | 阪急 オリックス | 128   | 602   | 518   | 103   | 147   | 26       | 4        | 21       | 244   | 70    | 26    | 8        | 1     | 2     | 78    | 8     | 3     | 120   | 10       | .284  | .379     | .471     | .850  |
| 1991       | 阪急 オリックス | 130   | 568   | 484   | 74    | 152   | 22       | 10       | 13       | 233   | 76    | 20    | 4        | 1     | 6     | 75    | 4     | 2     | 81    | 11       | .314  | .404     | .481     | .885  |
| 1992       | 阪急 オリックス | 118   | 540   | 473   | 72    | 141   | 34       | 4        | 3        | 192   | 39    | 15    | 6        | 2     | 2     | 62    | 7     | 1     | 70    | 3        | .298  | .379     | .406     | .785  |
| 1993       | 阪神            | 80    | 340   | 303   | 51    | 89    | 16       | 0        | 8        | 129   | 31    | 3     | 2        | 0     | 4     | 31    | 2     | 1     | 70    | 5        | .294  | .357     | .426     | .783  |
| 1994       | ダイエー        | 116   | 541   | 477   | 74    | 150   | 20       | 4        | 8        | 202   | 55    | 8     | 7        | 2     | 2     | 60    | 2     | 0     | 73    | 5        | .314  | .390     | .423     | .813  |
| 1995       | ダイエー        | 87    | 363   | 320   | 28    | 76    | 13       | 2        | 3        | 102   | 21    | 5     | 3        | 3     | 1     | 38    | 0     | 1     | 61    | 6        | .238  | .319     | .319     | .638  |
| 1996       | ダイエー        | 66    | 236   | 207   | 19    | 45    | 12       | 1        | 3        | 68    | 13    | 3     | 1        | 5     | 2     | 21    | 0     | 1     | 48    | 3        | .217  | .290     | .329     | .619  |
| 1997       | ダイエー        | 15    | 34    | 24    | 6     | 3     | 1        | 0        | 1        | 7     | 3     | 1     | 1        | 2     | 0     | 8     | 0     | 0     | 7     | 0        | .125  | .344     | .292     | .635  |
| 通算：17年 | 通算：17年      | 1816  | 7505  | 6490  | 1059  | 1904  | 341      | 55       | 203      | 2964  | 855   | 239   | 94       | 43    | 38    | 886   | 71    | 47    | 1046  | 131      | .293  | .380     | .457     | .837  |

- 各年度の太字はリーグ最高
- 阪急（阪急ブレーブス）は、1989年にオリックス（オリックス・ブレーブス）に球団名を変更

### タイトル
- 盗塁王：1回（1985年）
- 最高出塁率：1回（1989年）

### 表彰
- ベストナイン：5回（三塁手部門：1988年 - 1991年、1994年）
- ゴールデングラブ賞：4回（三塁手部門：1984年、1989年、1990年、1994年）
- オールスターゲームMVP：1回（1985年 第3戦）

### 記録
初記録
- 初出場・初先発出場：1981年5月10日、対近鉄バファローズ前期7回戦（阪急西宮球場）、7番・三塁手で先発出場
- 初安打・初打点：同上、4回裏に谷宏明から適時打
- 初本塁打：1981年5月12日、対ロッテオリオンズ前期7回戦（阪急西宮球場）、3回裏に仁科時成から

節目の記録
- 100本塁打：1987年4月14日、対西武ライオンズ1回戦（阪急西宮球場）、1回裏に渡辺久信から ※史上147人目
- 1000安打：1989年5月23日、対日本ハムファイターズ6回戦（阪急西宮球場）、2回裏に津野浩から ※史上154人目
- 1000試合出場：1989年6月17日、対ロッテオリオンズ11回戦（川崎球場）、1番・三塁手で先発出場 ※史上284人目
- 150本塁打：1990年6月5日、対福岡ダイエーホークス8回戦（平和台野球場）、8回表に村田勝喜から ※史上91人目
- 1500試合出場：1993年9月8日、対ヤクルトスワローズ20回戦（阪神甲子園球場）、3番・三塁手で先発出場
- 300二塁打：1994年4月30日、対日本ハムファイターズ2回戦（東京ドーム）、3回表に今関勝から ※史上32人目
- 1000得点：1994年9月18日、対千葉ロッテマリーンズ25回戦（千葉マリンスタジアム）、4回表にカズ山本の本塁打で得点 ※史上27人目
- 1000三振：1996年4月14日、対近鉄バファローズ2回戦（福岡ドーム）、5回裏に池上誠一から ※史上22人目
- 200本塁打：1996年4月27日、対西武ライオンズ3回戦（西武ライオンズ球場）、8回表に新谷博から ※史上66人目

その他の記録
- サイクル安打：2回
  1. 1982年10月8日、対南海ホークス後期13回戦（阪急西宮球場）
  2. 1991年5月24日、対ロッテオリオンズ6回戦（グリーンスタジアム神戸）
- 3試合連続初回先頭打者本塁打：1993年8月20日 - 8月22日 ※史上最長
- 11打席連続四球：1988年10月22日 - 10月23日 ※史上最長[26]
- 13打席連続出塁：1988年10月22日 - 10月23日[26]
- 全打順本塁打：1996年4月27日、対西武ライオンズ3回戦（西武ライオンズ球場）、8回表に新谷博から ※史上2人目[27]
- 左右打席本塁打 ※史上6人目（日本人選手初）、6度は歴代2位（1位はフェルナンド・セギノールの9度）

|   | 日付           | 対戦球団              | 球場         | 回    | 打席 | 相手投手 | 回    | 打席 | 相手投手 |
| - | -------------- | --------------------- | ------------ | ----- | ---- | -------- | ----- | ---- | -------- |
| 1 | 1982年5月15日  | 日本ハム前期5回戦     | 阪急西宮球場 | 6回裏 | 左   | 工藤幹夫 | 9回裏 | 右   | 江夏豊   |
| 2 | 1983年9月23日  | 南海21回戦            | 阪急西宮球場 | 3回裏 | 右   | 竹口昭範 | 5回裏 | 左   | 矢野実   |
| 3 | 1985年4月13日  | 近鉄1回戦             | 藤井寺球場   | 2回表 | 右   | 村田辰美 | 8回表 | 左   | 高橋里志 |
| 4 | 1987年10月15日 | 日本ハム25回戦        | 阪急西宮球場 | 2回裏 | 右   | 河野博文 | 9回裏 | 左   | 松浦宏明 |
| 5 | 1990年5月9日   | ロッテオリオンズ3回戦 | 川崎球場     | 2回表 | 左   | 平沼定晴 | 9回表 | 右   | 今野隆裕 |
| 6 | 1990年8月12日  | 福岡ダイエー20回戦    | 山形県野球場 | 1回裏 | 右   | 濱中英次 | 5回裏 | 左   | 高島覚   |

- オールスターゲーム出場：11回（1983年 - 1986年、1988年 - 1992年、1994年、1995年）

### 背番号
- 87（1978年）
- 48（1979年 - 1982年）
- 8（1983年 - 1992年）
- 2（1993年 - 同年6月28日）
- 02（1993年6月29日 - 同年終了）
- 3（1994年 - 1997年）
- 87（2014年）

## 出演

### 映画
- ダイヤモンド（ライツキューブ、2013年8月3日公開）[28]

### テレビ
- じっくり聞いタロウ〜スター近況㊙報告〜（テレビ東京・2019年10月04日）